# Trzciel Zachodni
Trzciel Zachodni – nieistniejąca już stacja kolejowa w Trzcielu, w województwie lubuskim, w Polsce.